# Document 12-571-3570

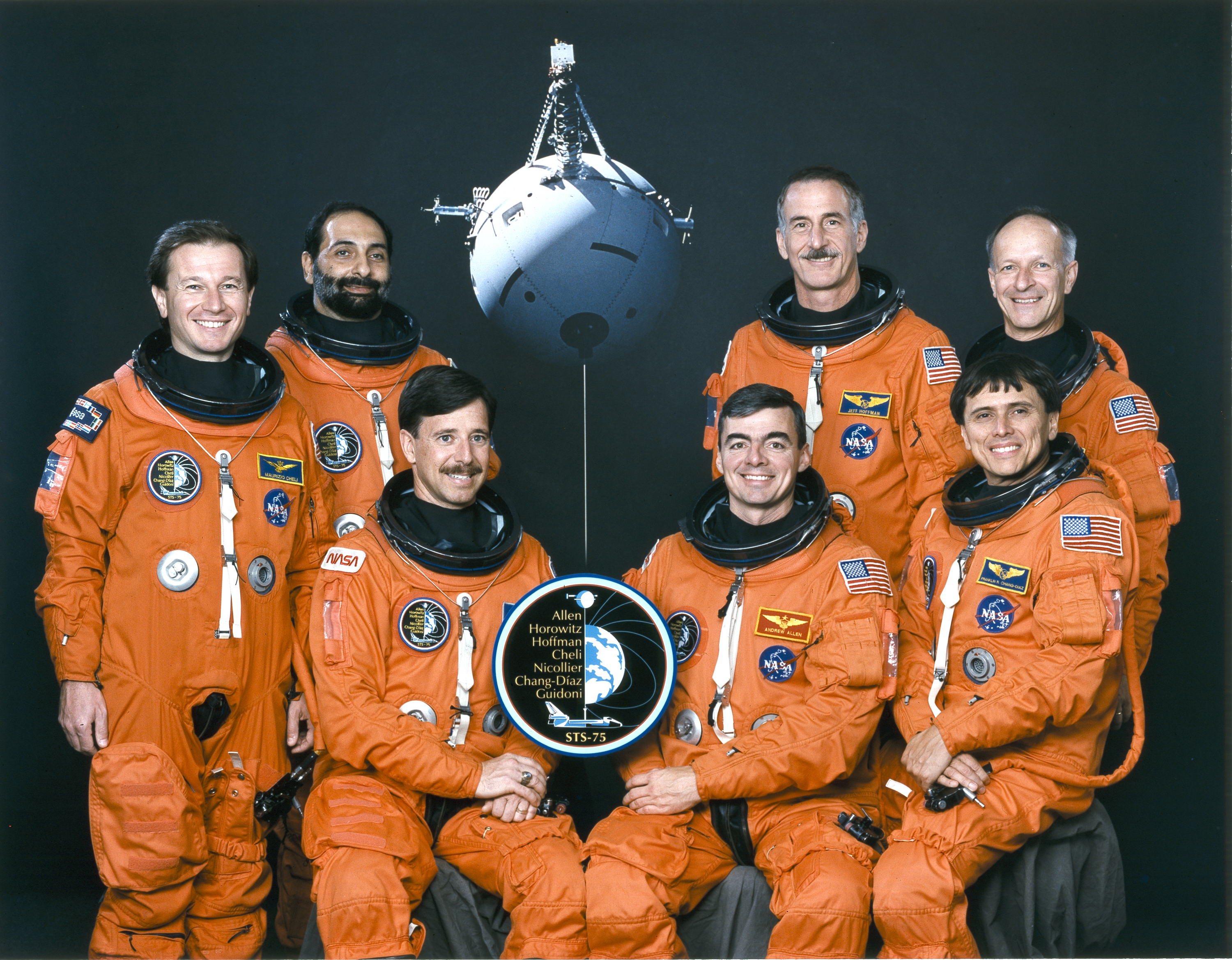
Els astronautes de la missió STS-75. Asseguts, d'esquerra a dreta: Scott J. Horowiz, Andrew M. Allen i Franklin R. Chang-Diaz. Dempeus, d'esquerra a dreta: Maurizio Cheli, Umberto Guidoni, Jeffrey A. Hoffman i Claude Nicollier.

El document 12-571-3570 (també titulat NASA núm. 12 571-3570) és un document enganyós publicat originalment al grup de notícies Usenet alt.sex el 28 de novembre de 1989. Segons aquest document, els astronautes a bord de la missió del transbordador espacial STS-75 van realitzar una varietat d'actes sexuals per determinar quines posicions són més efectives en gravetat zero. El document continua, informant que de les 10 posicions provades, sis requerien l'ús d'un cinturó i un túnel inflable, mentre que quatre estaven supeditades a penjar-se. El document també parla d'un enregistrament de vídeo de les 10 sessions d'una hora a la coberta inferior de la llançadora i assenyala que els subjectes van afegir les seves pròpies notes personals al peu per ajudar els científics.
La veritable missió STS-75 es va produir l'any 1996, 7 anys després de la publicació del text, indicant clarament que el document és un engany. No obstant això, moltes persones s'han deixat enganyar per aquest document i la NASA l'ha hagut de desmentir en diverses ocasions. El març de 2000, el director de serveis de mitjans de la NASA, Brian Welch, es va referir al document com una "llegenda urbana bastant coneguda".
Aquest document fictici va ser redescobert i divulgat àmpliament per l'astrònom i escriptor científic Pierre Kohler, que el va utilitzar com a font important sobre experiments sexuals a l'espai al seu llibre de 2000, The Final Mission. Kohler va admetre en el seu llibre que els astronautes són muts sobre el tema del sexe humà en òrbita, fins i tot si han dut a terme investigacions sobre la reproducció de granotes sud-africanes i peixos japonesos.